# 이종기
이종기(1955년 ~ )는 대한민국 유일의 현역 마스터 블렌더이며, 주류 연구 개발자이다. 두산 씨그램, 디아지오 코리아 부사장을 지냈으며 2005년에는 충주 탄금호 자락에 세계술문화박물관 리쿼리움을 설립했다. 현재 국립 한경대학교 생명공학과 교수로 재직중이다. 세계양조협회(Institute of Brewing) 회원이자 한국위스키협회 회장, 한국전통주협회 이사, 한국와인생산자협회 이사 등을 맡고 있으며 여러 주류 회사의 고문으로 활동하고 있다. 개발한 대표적인 주류로 '윈저'와 '골든 블루' 등이 있다.

## 학력
- 경동고등학교 졸업
- 서울대학교 농화학과 졸업(농화학 학사)
- 영국 해리옷-와트 대학원 양조 및 증류학과 졸업 (양조 및 증류학 석사)

## 경력
- 1984년 패스포트 개발
- 1984년 씨그램진 개발
- 1987년 썸싱스페셜 개발
- 1988년 씨크리트 개발
- 1989년 블랑디스 개발
- 1996년 윈저12 개발
- 2000년 윈저17 개발
- 2001년 마스터 블렌드 개발
- 2004년 Smirnoff 개발
- 2009년 골든 블루 개발
- 2009년 오미자 와인 개발
- 2009년 블루베리 와인 개발
- 2009년 통영 쌀 및 고구마 증류주 개발
- 2008년~ 태백시 전통주 개발

## 저서
- 술을 알면 세상이 즐겁다. (한송출판사, 1997)
- 청소년 음주 예방 교육 교재 및 영상물 (리쿼리움, 2007)
- 이종기 교수의 술이야기 (다할미디어, 2009)